# Petra Besenyődi
Petra Besenyődi, född 23 november 2006, är en ungersk kortdistanslöpare.

## Karriär
Besenyődi gjorde internationell mästerskapsdebut vid U20-EM 2025 i Tammerfors, där hon blev utslagen i försöksheatet på 400 meter med tiden 55,47 sekunder. Besenyődi var även en del av det ungerska stafettlaget som slutade på sjunde plats på 4×400 meter på tiden 3.37,84.
Besenyődi har blivit ungersk mästare en gång på 4×400 meter (2025).

## Personliga rekord
- 200 meter: 24,05 s (+0,5 m/s), 2 juli 2025 i Veszprém
  - 200 meter (inomhus): 24,30 s, 2 mars 2025 i Nyíregyháza
- 400 meter: 53,42 s, 12 augusti 2025 i Budapest
  - 400 meter (inomhus): 54,87 s, 22 februari 2025 i Nyíregyháza